# Calamity Mine
Calamity Mine  sont des montagnes russes de type train de la mine du parc Walibi Belgium, situé à Wavre en Belgique.

## Histoire
En 1992, année de l'ouverture d'Euro Disney, Walibi inaugure trois nouveautés dont la plus importante est le Colorado. Il représente à lui seul un investissement de 250 millions de francs (environ 6 millions d'euros), soit le plus important de l'histoire du parc jusqu'alors. Ce train de la mine de Vekoma qui a nécessité 3 ans de réflexion, est construit sur une superficie d'un hectare dans un décor inspiré des montagnes rocheuses du Grand Canyon, avec des cascades, des passages dans des grottes et divers éléments rappelant l'Ouest américain. Installé au sein de la zone Pancho Villa, ses 3 trains permettent d'emmener 1 600 personnes à l'heure sur un circuit de 785 mètres où la vitesse de pointe atteint près de 50 km/h pour une hauteur maximale de 14 mètres. La décoration ambiante est agrémentée d'une plateforme construite au-dessus de la gare permettant aux visiteurs de contempler l'attraction.
En 1998, Lucky Luke City est la nouvelle zone construite en lieu et place de Pancho Villa. Afin d'insérer l'attraction dans la thématique, le Colorado est rebaptisé Calamity Mine, en référence à Calamity Jane, un personnage que René Goscinny (le scénariste de la série entre 1957 et 1971) a introduit dans les histoires de Lucky Luke en 1958, ce dernier s'étant inspiré de la vraie Martha Jane Cannary.

## Modèle
Le constructeur Vekoma a créé le modèle Mine Train. Celui-ci est souvent destiné à recevoir le thème de train de la mine, fréquemment à l'époque du Far West. L'un des piliers de cette réalisation réside dans un système développé par le constructeur. Il possède un profil de rail qui comprend des crochets qui contournent les rails tubulaires afin d'être soudés sur leur côté extérieur. Le crochet propose ainsi une surface plane quelques dizaines de centimètres sous le rail, qui laisse suffisamment d'espace pour fixer des traverses décoratives en bois.
Les Mine Train (785 m) ont exactement le même parcours d'une longueur de 785 mètres : Calamity Mine à Walibi Belgium ouvert en 1992, Diamond Devil Run à  Ratanga Junction ouvert en 1998, Dragon in Snowfield à Happy Valley Chengdu ouvert le 17 janvier 2009, Jungle Racing à Happy Valley Pékin dont le thème est la jungle sud-américaine ouvert le 9 juillet 2006 et Mine Coaster à Happy Valley Shenzhen ouvert le 1er mai 2002.

## Statistiques
- Trains : 3 trains de 5 wagons. Les passagers sont placés à deux sur trois rangs. Le premier wagon, la locomotive, n'a qu'un rang, donc il y a un total de 26 passagers par train.
- Force de gravitation : 2,2 positif
- 2 ascensions, l'une de 12 m et l'autre de 14 m, couvertes et côte à côte.